# Ольгівка (Курська область)
Ольгівка (рос. Ольговка) — село в Кореневському районі Курської області Російської Федерації.
Населення становить 674 особи. Входить до складу муніципального утворення Ольговська сільрада.

## Історія
Населений пункт розташований на території українського етнічного та культурного краю Східна Слобожанщина.
Від 2004 року входить до складу муніципального утворення Ольговська сільрада.
10 серпня 2024 року перейшло під контроль ЗСУ . Наприкінці жовтня 2024 року село було захоплене російською армією. У ході важких боїв Ольгівка вщент зруйнована артилерійськими та авіаційними ударами Збройних сил Російської Федерації (рос.).

## Населення
| 2002 | 2010 |
| ---- | ---- |
| 814  | ↘674 |